# Belcastel-et-Buc
Belcastel-et-Buc är en kommun i departementet Aude i regionen Occitanien  i södra Frankrike. Kommunen ligger  i kantonen Saint-Hilaire som ligger i arrondissementet Limoux. År 2022 hade Belcastel-et-Buc 60 invånare.

## Befolkningsutveckling
Antalet invånare i kommunen Belcastel-et-Buc
Referens: INSEE